# Rokovačke zidine
Rokovačke zidine su ruševine rimokatoličke crkve kod Rokovaca.
Smještene su južno od Vinkovaca, s desne strane ceste za Rokovce. S glavne ceste se do zidina mora ići po t.zv. leniji (poljskom putu). Zidine su na povišenom dijelu ravnice. Ruševine su zarasle u šikaru u gusto grmlje.
Zidine su ruševine portala, čiji je luk nekada dobro vidljiv, a danas mu malo nedostaje da se uruši i djelova zidova crkve sv. Roka. Na osnovi njenih arhitektonskih osobina, građena je u 13. stoljeću. Na to nam ukazuje dekadentni romanički stil kojim je građena. Imala je jedan brod s polukružnom apsidom. Crkva je bila monumentalna. Pregrađivana je u kasnoj gotici, od čega su ostali tragovi. Pregradnja je u svezi s izgradnjom nešto sjevernijeg (blizu sela Prečke) franjevačkog samostana u 15. stoljeću. U to su doba ovi krajevi bili u posjedu Poljana s istoimenim središnjim naseljem. U vrijeme gradnje samostana vlasnici posjeda bile su obitelji Korocskih i Bakonjskih. Samostan i crkva su bili udaljeniji, jer je samostanska crkva morala biti podalje od gospodarskog samostanskog kompleksa. Oko crkve bilo je groblje koje su Rokovčani koristili do 18. stoljeća. Od 1950-ih pa do danas rokovačke zidine pretrpjela su najgore pustošenje.
Godine 2011., objavljena je monografija autora Anite Rapan-Papeše i Danijela Petkovića i urednika Zlatka Virca, u nakladi vinkovačkoga Gradskog muzeja.

## Vanjske poveznice
- YouTube Kanal Rarum Carum: Rokovačke zidine. Objavljeno: 9. siječnja 2013.